# Лангнау-бай-Райден
Лангнау-бай-Райден (нем. Langnau bei Reiden) — населённый пункт в Швейцарии, в кантоне Люцерн.
До 2005 года имел статус отдельной коммуны. 1 января 2006 года вошёл в состав коммуны Райден.
Входит в состав избирательного округа Виллизау (до 2012 года входил в состав управленческого округа Виллизау).
Население составляет 1199 человек (на 31 декабря 2004 года). Официальный код — 1134.

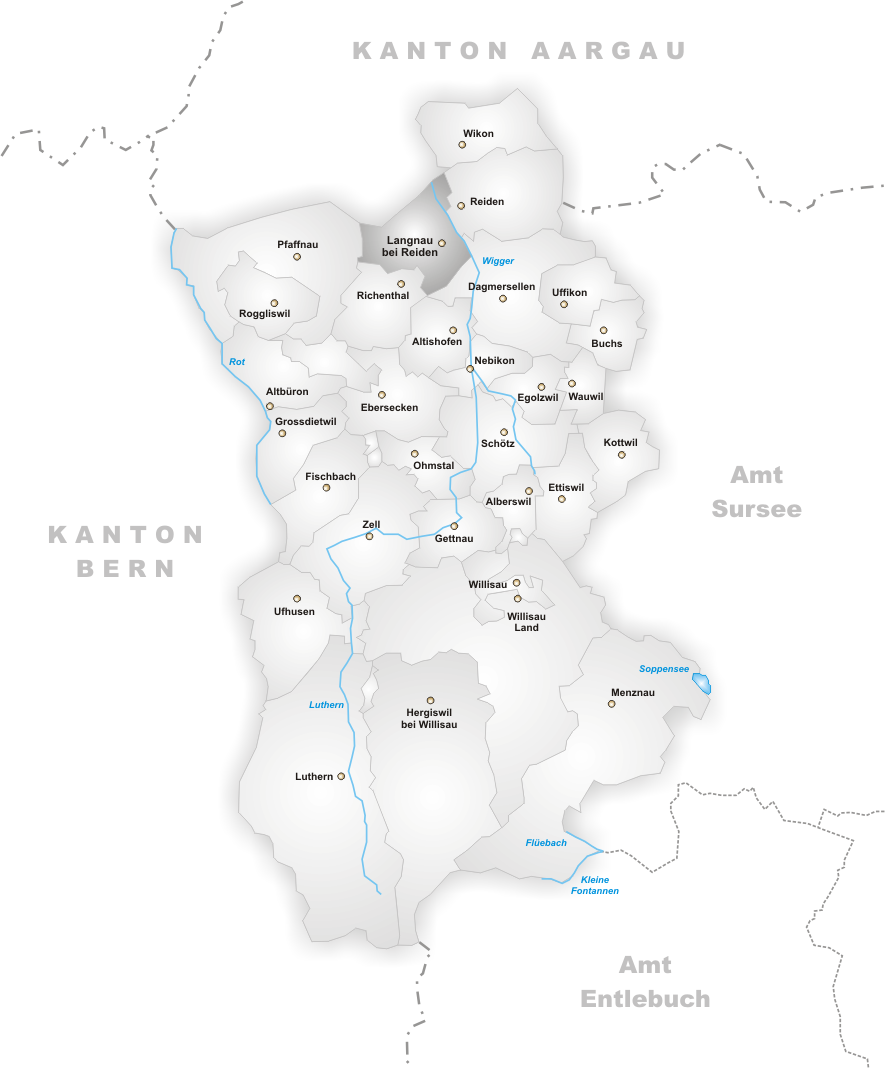
Лангнау-Райден